# Sándor Márai
Sándor Márai, właśc. Sándor Károly Henrik Grosschmid de Mára (ur. 11 kwietnia 1900 w Koszycach, zm. 21 lutego 1989 w San Diego) – węgierski prozaik, poeta, publicysta, autor licznych powieści i prowadzonego od 1943 do samobójczej śmierci Dziennika (1985, 1997).

## Życiorys

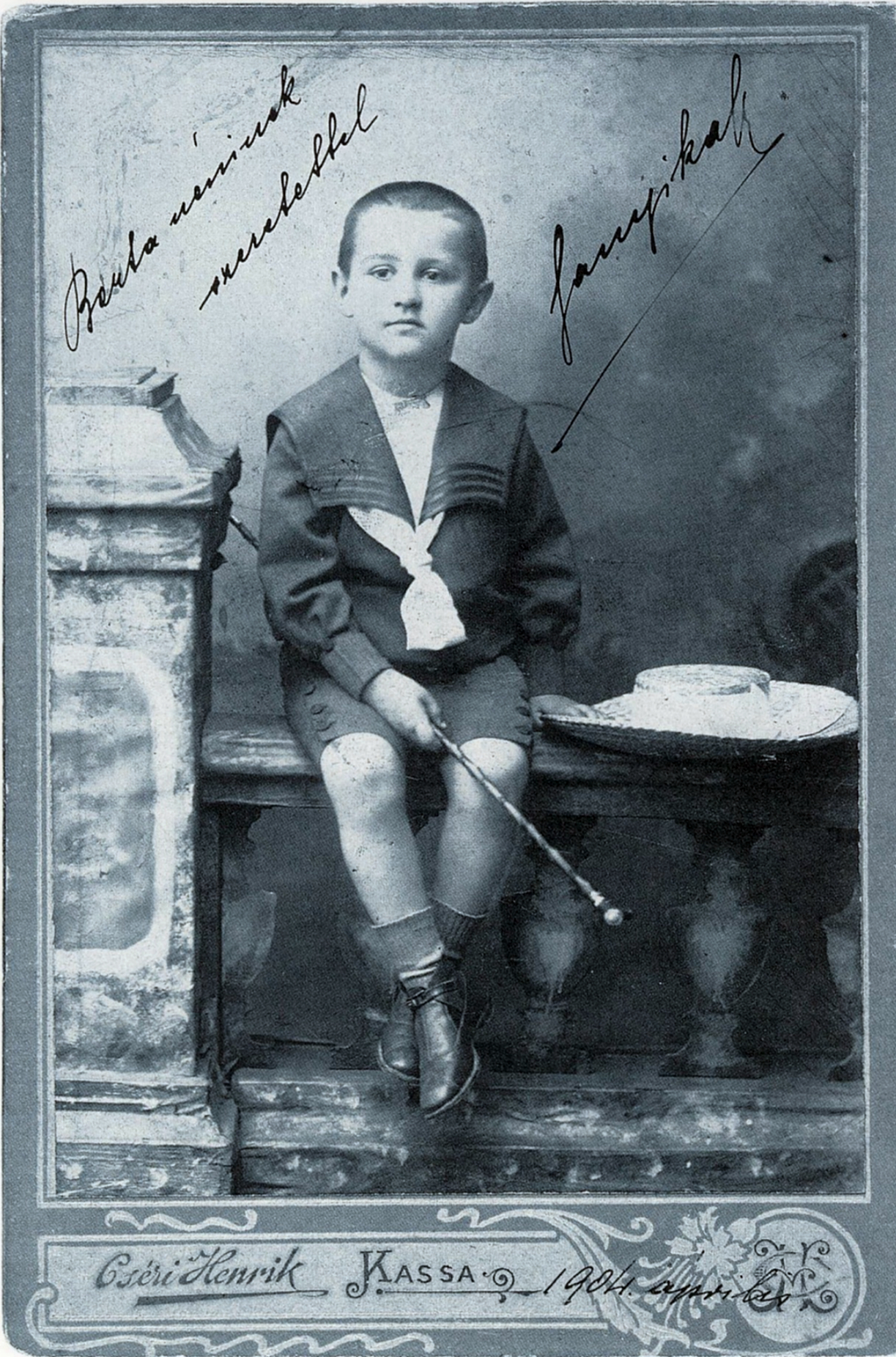
Sándor Márai w wieku 4 lat

Pochodził ze starej rodziny saskich osadników. Jego ojciec Géza Grosschmid (1872–1934) był adwokatem. Dzieciństwo spędził w Koszycach. Tam również rozpoczął edukację w szkole średniej, którą kontynuował następnie w Preszowie i Budapeszcie, gdzie też rozpoczął studia.
Pierwsze wiersze i artykuły opublikował w piśmie Czerwony Sztandar. Po upadku Węgierskiej Republiki Rad w obawie przed represjami białego terroru wyemigrował do Niemiec. Tam ukończył studia dziennikarskie. Napisał sztukę teatralną po niemiecku, współpracował też z niemiecką prasą. Swoją poezję jednak tworzył już tylko po węgiersku. W pierwszych latach twórczości podróżował sporo po Europie, odwiedził np. Frankfurt, Berlin, Paryż.
Ożenił się z Iloną Metzner (Lolą), rok od niego starszą, również pochodzącą z Koszyc. Przeżyli razem 62 lata. W 1928 razem z żoną powrócił na Węgry i osiadł w Budapeszcie. W 1930 rozpoczął pisać w stylu realistycznym. Był pierwszym autorem tłumaczącym dzieła Kafki oraz publikującym teksty krytyczne na temat jego dorobku literackiego. W krótkim czasie osiągnął literacki sukces, a jego dzieła zostały przetłumaczone na angielski, francuski, włoski, hiszpański, portugalski, fiński, chorwacki, czeski, turecki, szwedzki i duński. Był krytycznie nastawiony zarówno do autorytarnych rządów admirała Horthyego, jak i sowiecko-komunistycznej dyktatury. Jego teść – Żyd, zginął w 1944 w niemieckim obozie zagłady Auschwitz. Pisarz pomagał w ukrywaniu żydowskich dzieci.
W swojej twórczości często poruszał temat zmierzchu świata mieszczańskiego i kryzysu kultury europejskiej. Po wojnie, w latach 1945–1948, pisarz wydał osiem książek. Jego wydawca został jednak wkrótce upaństwowiony i już zapowiedziana nowa powieść Máraiego trafiła na przemiał, jedynie kilka egzemplarzy ocalili drukarze. Brat pisarza, reżyser filmowy Géza von Radványi, po światowym sukcesie swojego filmu Gdzieś w świecie, nie otrzymał zgody na realizację na Węgrzech nowego obrazu Cyrk Maximus, stracił również stanowisko wykładowcy w szkole filmowej, którą sam zakładał. Obaj bracia wyemigrowali. Sándor Márai w 1948 wyjechał z Węgier z żoną i ośmioletnim adoptowanym synkiem Janosem. Do kraju nigdy już nie wrócił.
Do 1952 Márai mieszkał we Włoszech, potem przeniósł się do Stanów Zjednoczonych, gdzie w Nowym Jorku pracował w Radiu Wolna Europa. W 1956, na wieść o wybuchu powstania przyleciał do Europy, ale w Monachium zdążył jedynie nagrać monologi uciekinierów na taśmę magnetofonową. W 1968 przeszedł na emeryturę i przeprowadził się do Włoch, do Salerno. W 1980 wrócił do USA, zamieszkał w San Diego w Kalifornii.
Bardzo ciężko przeżył śmierć żony, która 4 stycznia 1986 zmarła na raka gardła. 27 listopada 1986 zmarł w Budapeszcie jego brat Géza, 23 kwietnia 1987, kilka miesięcy później, niespodziewanie zmarł w wieku 47 lat jego przybrany syn Janos, który mieszkał z żoną i trzema córeczkami w okolicach San Diego. 22 lutego 1989 pisarz popełnił samobójstwo, odbierając sobie życie strzałem z pistoletu. W 1990 otrzymał pośmiertnie najwyższą węgierską nagrodę w dziedzinie kultury i sztuki – Nagrodę Kossutha.

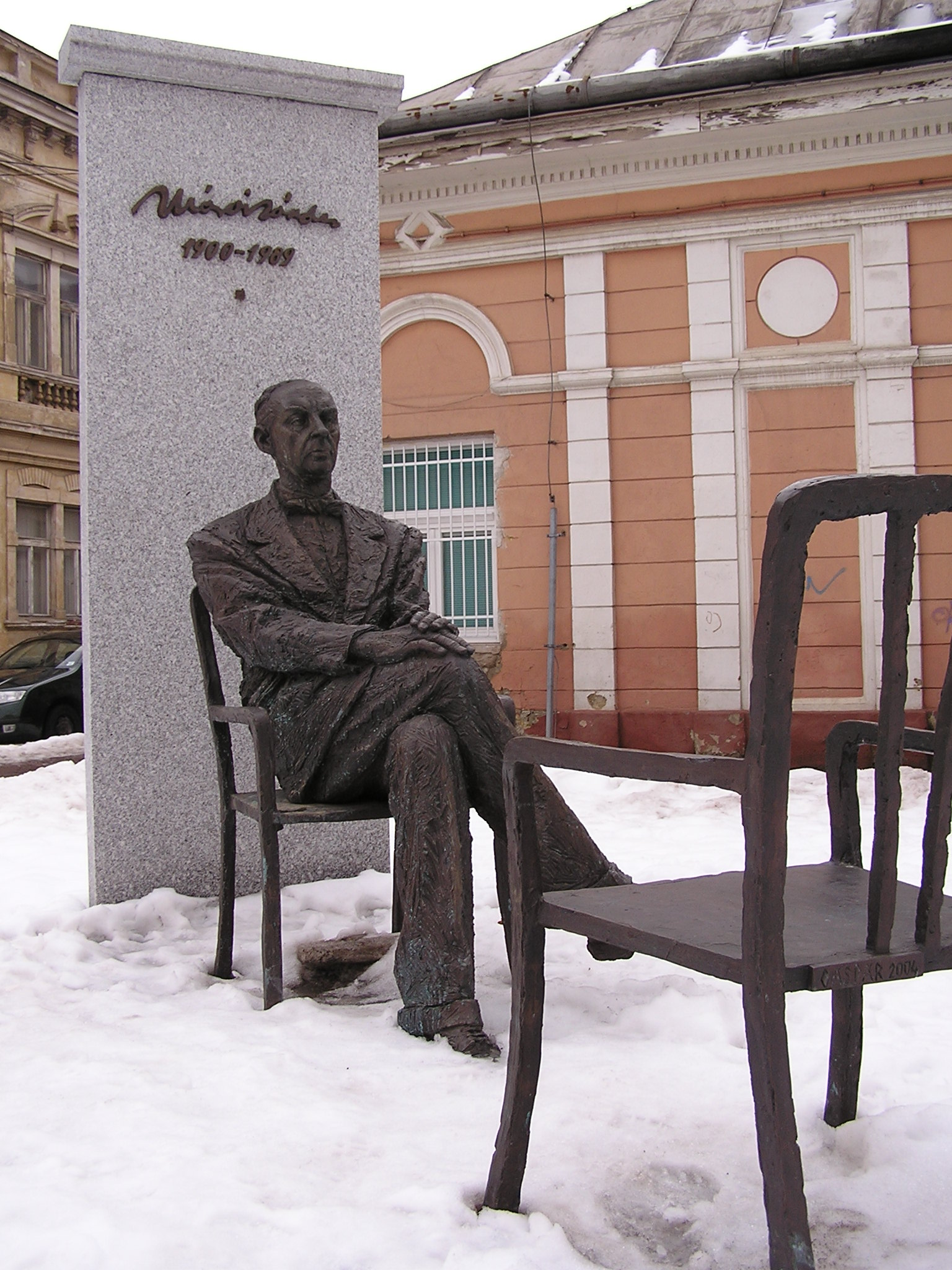
Sándor Márai – pomnik w Koszycach

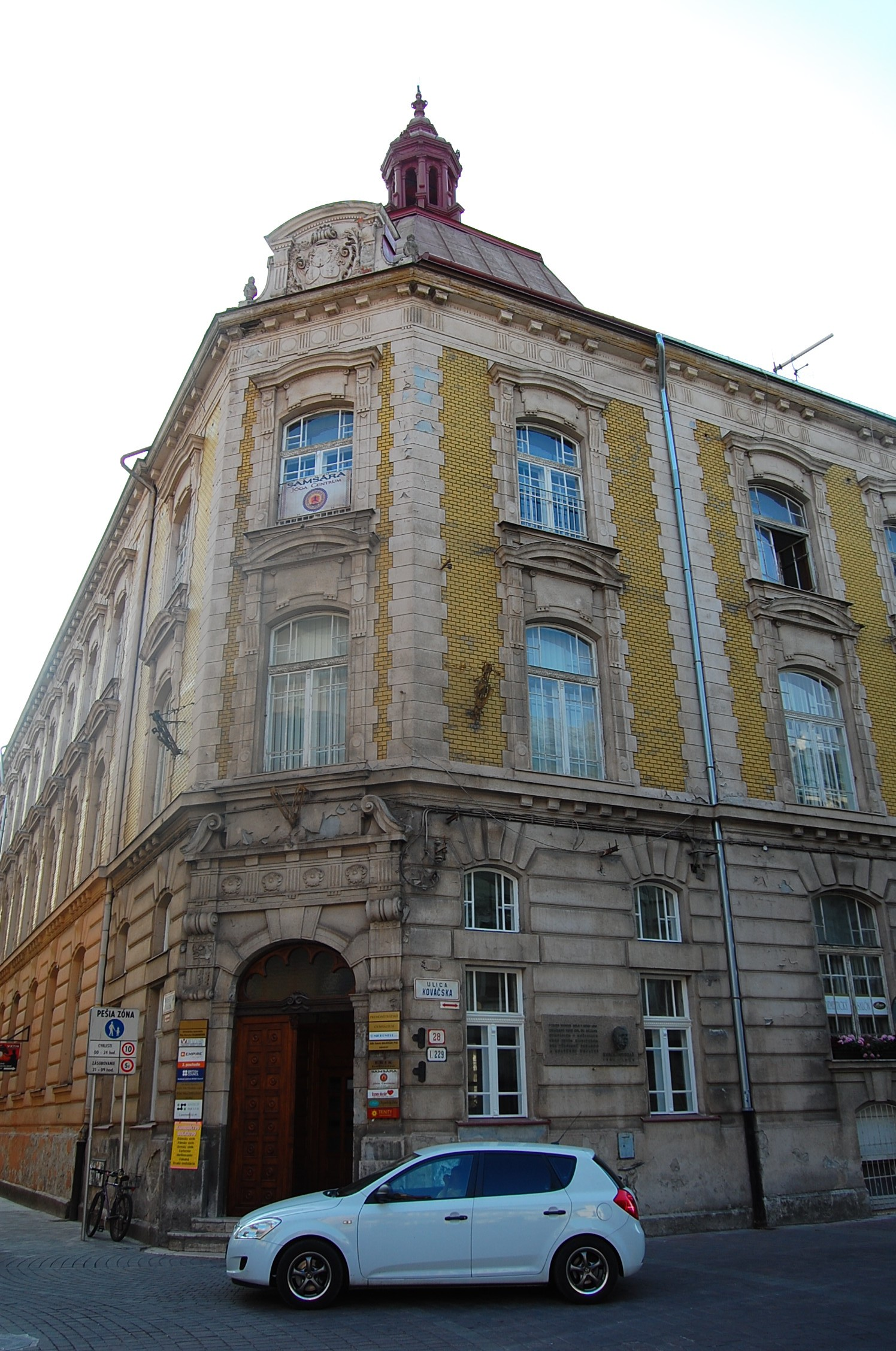
Szkoła, do której uczęszczał Sandor Marai. Koszyce

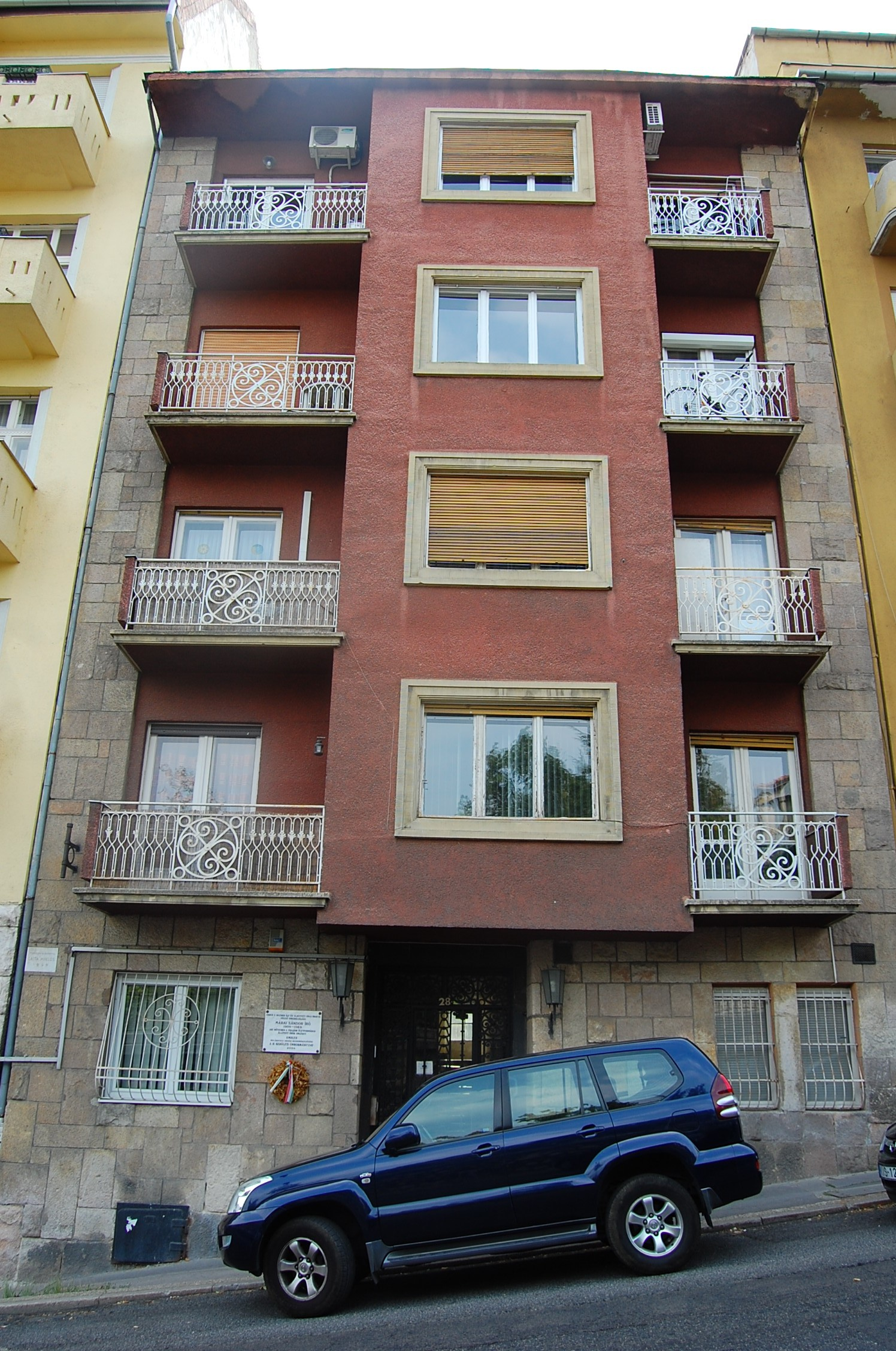
Dom, w którym mieszkał Sandor Marai. Budapeszt

W Koszycach zachował się rodzinny dom Máraiego na ulicy Mäsiarskiej. Na niedalekim skwerze znajduje się oryginalny pomnik pisarza, dzieło Pétera Gáspára. W mieście tym imię Máraiego noszą również szkoła podstawowa i gimnazjum z węgierskim językiem nauczania.

## Dzieła
- 1928 Pierwsza miłość (Bébi, vagy az első szerelem; wyd. pol. 2007) – powieść
- 1930 Zbuntowani (wyd. pol. 2009) – z cyklu Dzieło Garrenów (tom 1)
- 1934 Wyspa (A sziget; wydanie pol. 2009) – powieść
- 1934 Wyznania patrycjusza (Egy polgár vállomásai; wyd. pol. 2002) – powieść autobiograficzna
- 1935 Rozwód w Budzie (Válás Budán, wyd. pol. 2019) – powieść
- 1937 Zazdrośni (Féltékenyek; wyd. pol. 2010) – z cyklu Dzieło Garrenów (tom 2)
- 1937 Obcy (Idegen emberek; wyd. pol. 2012) – z cyklu Dzieło Garrenów (tom 3)
- 1938 Cztery pory roku (Négy évszak; wyd. pol. 2015) – miniatury
- 1939 Dziedzictwo Estery (Eszter hagyatéka; wyd. pol. 2008) – powieść
- 1940 Występ gościnny w Bolzano (Vendégjáték Bolzanóban; wyd. pol. 2005) – powieść
- 1940 Sindbad powraca do domu (Szindbád hazamegy; wyd. pol. 2008) – powieść
- 1941 Magia (Mágia; wyd. pol. 2008) – opowiadania
- 1942 Żar ( A gyertyák csonkig égnek; wyd. pol. 2000) – powieść
- 1942 Niebo i ziemia (Ég és föld; wyd. pol. 2011) – felietony
- 1943 Księga ziół (Füves könyv; wyd. pol. 2003) – miniatury
- 1946 Siostra (A Nővér, wyd. pol. 2017) – powieść[5][6]
- 1947 Znieważeni (Sértődöttek; wyd. pol. 2012) – z cyklu Dzieło Garrenów (tom 4)
- 1948 Maruderzy (Jelvény és jelentés; Utóhang; Sereghajtók; wyd. pol. 2013) – z cyklu Dzieło Garrenów (tom 5)
- 1952 Pokój na Itace (Béke Ithákában; wyd. pol. 2009) – powieść
- 1957 Krew świętego Januarego (San Gennaro vére; wyd. pol. 2007) – powieść
- 1970 Sąd w Canudos (Itélet Canudosban, wyd. pol. 2013) – powieść
- 1972 Ziemia! Ziemia!… Wspomnienia (Föld, föld!…; wyd. pol. 2005) – powieść autobiograficzna, 3 cz. Wyznań patrycjusza
- 1975 Pokrzepiciel (Erősitő; wyd. pol. 2010) – powieść
- 1983 Trzydzieści srebrników (Harminc ezüstpénz; wyd. pol. 2016) – powieść
- 1988 Dzieło Garrenów (A Garrenek műve) – cykl 5 powieści wydanych w latach 1930-1948: Zbuntowani, Zazdrośni, Obcy, Znieważeni, Maruderzy
- W podróży (A negy evszak, Tajak varosok, emberek; Musoron kivul; Kitepett noteszlapok; Vasarnapi kronika, Az irastudo; wyd. pl. 2011) – relacje z podróży
- 2024 Szkoła biednych, w przekładzie Ireny Makarewicz, ISBN 978-83-07-03575-8, Wydawnictwo Czytelnik[7]

Márai był też autorem dramatów: Przygoda (premiera w listopadzie 1940), Obywatele koszyccy (premiera w grudniu 1942), Czar (premiera 1946) oraz Przybysz w Wenecji (1960) – przeróbka powieści Występ gościnny w Bolzano. Pisał także wiersze. Do najpopularniejszych należą:
- Mowa żałobna (Halotti beszéd) – pokazuje, jak traci się narodowość na emigracji.
- Aniele z nieba (Mennyből az angyal) – opowiada o dramatycznych wydarzeniach 1956 na Węgrzech; tytuł wiersza nawiązuje do pierwszych słów popularnej kolędy.

Wiersze (Összegyűjtött verse) Maraiego ukazały się w Polsce w 2016 w wyborze, przekładzie i opracowaniu Jerzego Snopka. Dwujęzyczny wybór wierszy (27 utworów) wydało wydawnictwo Pogranicze w Sejnach w ramach obchodów Roku Kultury Węgierskiej 2016-2017.
Utwory Máraiego tłumaczyli na język polski Teresa Worowska i Feliks Netz oraz Irena Makarewicz.

## Dziennik pisarza
Od 1943 aż do śmierci (1989) pisał również Dziennik (A teljes Napló), który stanowi ważną część jego spuścizny intelektualnej (wyd. pol. Dziennik. Fragmenty – 2006, 2007, 2008, 2009, 2013; Dziennik 1943–1948 – 2016; Dziennik 1949–1956 – 2017, Dziennik 1957–1966 – 2018; Dziennik 1967–1976 – 2019; Dziennik 1977–1989 – 2020) w tłum. i z posłowiem Teresy Worowskiej). Rozpoczęcie pracy nad Dziennikiem wiązało się również z zaprzestaniem pracy dziennikarskiej i publicystycznej. Dziennik opublikowano na emigracji w sześciu tomach. W 1990 został on wydany również na Węgrzech. W 1991 ukazały się również te fragmenty Dziennika, które sam autor we wcześniejszym wydaniu pominął (Ami a naplóból kimaradt – Zapiski wyłączone). Dziennik uznawany jest za jedno z najważniejszych dzieł Máraiego.